# Pino della Selva
Pino della Selva (pseudonyme de Giuseppe Giuffrida) est un artiste peintre, sculpteur, dessinateur et graveur (eau-forte et gravure sur bois), également poète et critique d'art, né le 22 juin 1904 à Catane (Sicile), installé à Paris en 1931 (a vécu au 31, rue La Bruyère), puis au 63 rue Daguerre avec sa compagne d'origine polonaise Henriette Korner (sculptrice, céramiste et peintre). Il meurt le 12 janvier 1991 à Marseille.

## Biographie
Selon les sources, Pino della Selva est dit autodidacte ou ayant reçu une formation classique d'un peintre sicilien, Angelo d'Agata. Il arrive en France en 1931 et, très vite remarqué dans le monde des critiques d'art, notamment par l'écrivain Georges Normandy et le collectionneur Georges Turpin ; installé alors au 5, rue des Bernardins dans le 5e arrondissement de Paris, il commence à participer aux salons parisiens en 1932. C'est pour ses propres articles qui sont publiés dans le journal italien de Chicago La Parola del popolo que Pino della Selva est lui-même dit également critique d'art.
Les portraits qu'il peint, dessine ou grave, sont essentiellement ceux des poètes dont il illustre les livres. « Portraitiste né, Pino della Selva peut espérer figurer parmi les grands portraitistes. Ce jeune homme courageux est un artiste consommé et je lui prédis un brillant avenir » écrit Georges Normandy en préface du catalogue de la première exposition personnelle de l'artiste en 1933, Pino della Selva - Dessins,. Son œuvre peint, qui dans une première période s'oriente vers des thèmes à caractère social (Aveugles au travail en 1925, Ouvriers en 1932) comparables à ceux des Français Édouard Pignon et André Fougeron, se positionne ensuite dans la continuité du symbolisme et du surréalisme, Gino Raya relevant, dans sa monographie consacrée à notre artiste, un métier pictural réaliste où se ressentent les déformations  sollicitées par l'onirisme, voire par les hallucinations. « Son art va beaucoup plus loin que le surréalisme pour atteindre la métaphysique et la mystique, estiment pour leur part Joël Millon et Claude Robert: son œuvre immerge le spectateur dans une atmosphère étrange, dans un monde de rêve et d'irréalité ». La période abstraite de Pino della Selva, repérable par ses participations au Salon des réalités nouvelles, se situe dans la décennie 1950.
En 1992, son atelier est dispersé par Maîtres Gros et Delettrez à l'Hôtel Drouot.

## Œuvre

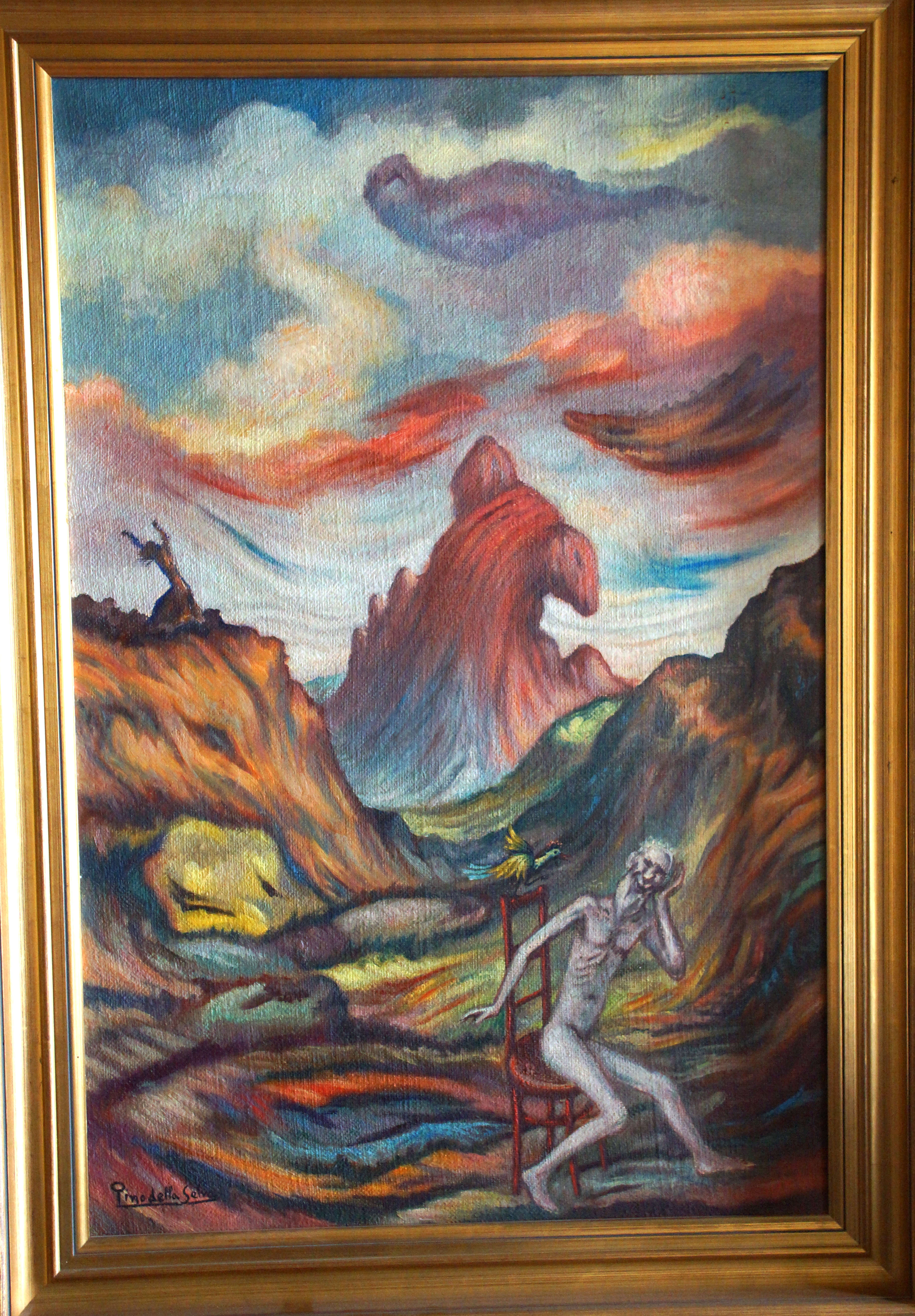
Pino della Selva, L'Écho, huile sur toile 81x54cm, Paris, 1975

### Tableaux-portraits
- Portraits d'écrivains et poètes : Georges Normandy[3], Wilfrid Lucas[8], Lily Hénon de Lavault (dessin, 1942[9]), André Fontainas (peinture, 1945[10]), autoportrait (dessin, 3 janvier 1953, Paris[11]), Marcel Chabot (dessin, 1953[12]), Rina Lasnier (pastel, 1954[13]), Sylvain France (dessin, 1960[14]).

### Contributions bibliophiliques
- Marcel Chabot, Mon petit dieu d'amour, poèmes, préface de Denise Le Blond-Zola, illustrations d'André Beloni, Germain Delatousche, Pierre-Léon Dusouchet, Jean Feuyet, Charles Hug, Lucy Humbert, Hélène Lamourdedieu, André Margat, Pino della Selva, Éditions Debresse, Paris, 1939.
- André Fontainas, Divertissement, portrait de l'auteur et deux dessins hors-texte par Pino della Selva, Éditions littéraires de France, 1945.
- Le chant héroïque, poème et eau-forte de Pino della Selva, Paris, 1947.
- Cœur des opprimés, triptyque poème, Livre d'artiste, Éditions France Poésie, Paris, 1951.
- Quelques contes pour un flâneur, texte et eaux-fortes de Pino della Selva, collection La Fourmi, Imprimerie Araxes, 1953.
- Offrande poèmes, deux eaux-fortes originales de Pino della Selva, Imprimerie de Hofer, Paris, 1954.
- La montagne fleurie, poèmes 1943-1944, deux pointes sèches et un bois gravé par Pino della Selva, Imprimerie Araxes, 1955.
- Trois ballades en l'honneur de François Villon, trois poèmes et trois eaux-fortes de Pino della Selva, Imprimerie Araxes, 1956.
- Tchiouqui-Tchiouqui: la chatte bien-aimée de tante Beauté, conte et gravures sur bois de Pino della Selva, Éditions Écrivains d'avant-garde, Imprimerie Araxes, 1959.
- Berthe de Nyse, Le livre d'heures des amants, préface de Michel Georges-Michel, frontispice de Pino della Selva, Éditions Grassin, Paris (Imprimerie P.J. Oswald), 1959.
- A Cristoforo Colombo, poème et eau-forte de Pino della Selva, Grupo scrittori d'avanguardia, 1960.
- Marcel Chabot, Poèmes (2 volumes) - Tome 1: Roc Ric-Luc - Tome 2: Vos mains chargées d'étoiles, bois gravé d'André Margat, illustrations de Jean Chabot, Pierre-Léon Dusouchet, Jean Ferlicot, Jean-Claude Luez, Pino della Selva, coédition La maison du livre et de la musique, La Roche-sur-Yon/Librairie Méa, collection La Proue, 1962.
- Pena perduta, poème et eau-forte de Pino della Selva, Imprimerie Araxes, 1964.
- Félix Léon, L'épopée de la science, accompagné d'un dessin de Pino della Selva, Éditions Kombi, Amsterdam, 1972.
- Félix Léon, La clé, accompagné de quatorze dessins de Pino della Selva, Éditions Kombi, Amsterdam, 1972.
- Félix Léon et Mizou Khaïry, In Rembrandt's land - Au pays de Rembrandt, édition bilingue (traduction de Simon Mulder), illustrations de Marceau Constantin, Pino della Selva et Didier Raynal, Éditions Stadhouderskade, Amsterdam, 1979.

### Ex-libris gravés
- Donum, ex-libris pour la bibliothèque Henriette Korner (1892-?).
- Paysage, ex-libris pour la bibliothèque Paul Duplessis de Pouzilhac (1882-1958)[15].

### Écrits sur l'art
- « Notes d'art - Pignon », Arts et poésies n° 26/36, automne 1966.
- Nota sulla poesia di Nicola Grassi suivi de Testo critico di Francesco Gallo, préface de Sara Sciacca Urbano, Éditions Centro di cultura et arte Aquarius, Catane, 1981.
- Corso di algebra lineare : con esercizi svolti, Italie, 1998.

## Expositions

### Expositions personnelles
- Pino della Selva - Dessins, Galerie Bonaparte, Paris, 1933[5].
- Les portraits de Pino della Selva, Galerie Chanth, 30, rue Drouot, Paris, mars-avril 1935[16],[17].
- Librairie-galerie Italia, 75, boulevard Saint-Germain, Paris, février 1937 (exposition patronnée par Georges Huisman)[18],[19].
- Galerie La Maîtrise, Paris, 1945.
- Pino della Selva: mostra personale, Circolo artistico, Catane, mai 1963.
- Palais Corvaja (en), Taormine, mai 1965.
- Vasastadens Konstsalong, Stockholm, septembre-octobre 1978.
- Pino della Selva, cinquante ans d'activité artistique, 1931-1981, Castello Ursino, Catane, mai-juin 1981.

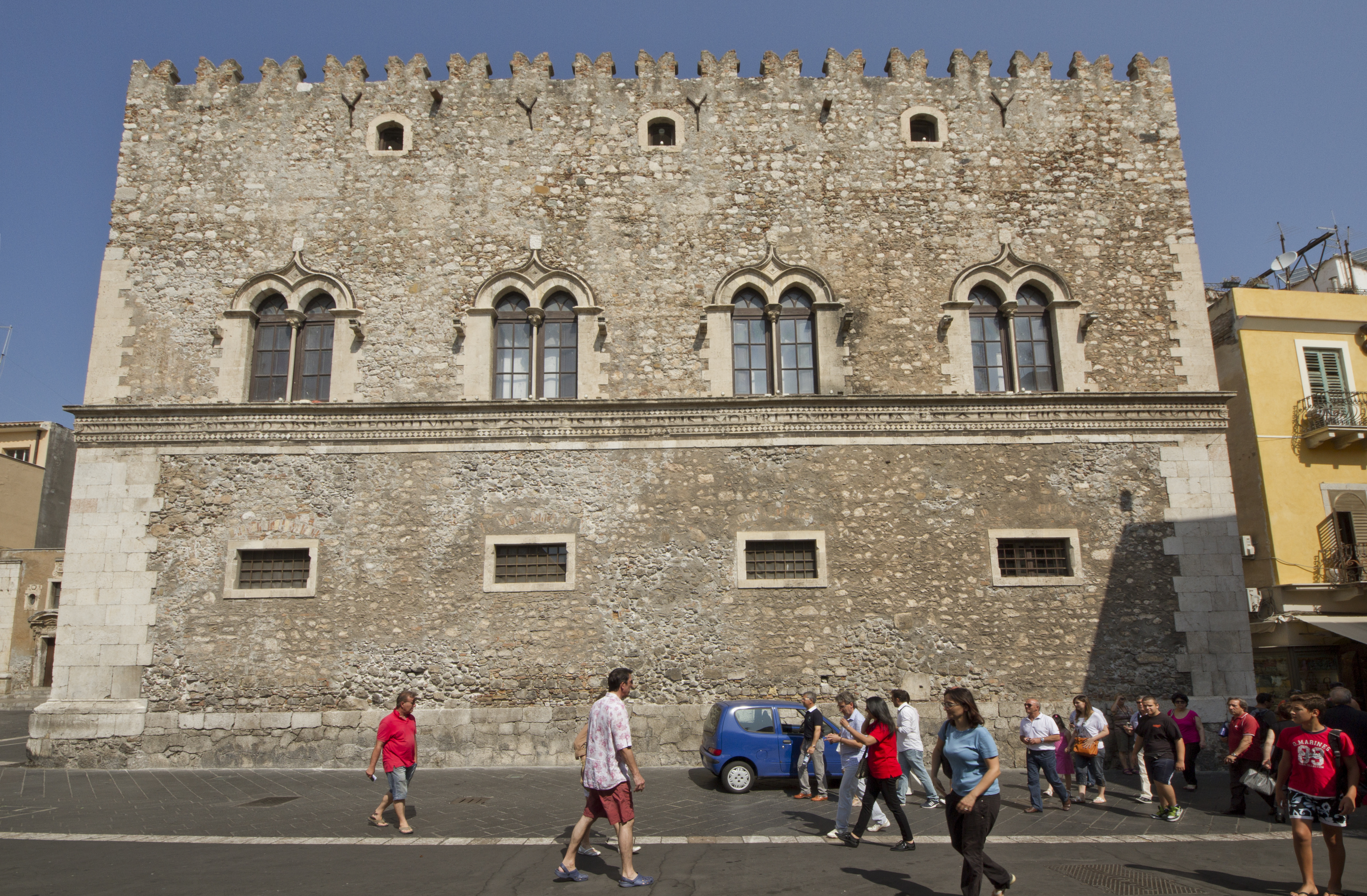
Palais Corvaja (en), Taormine
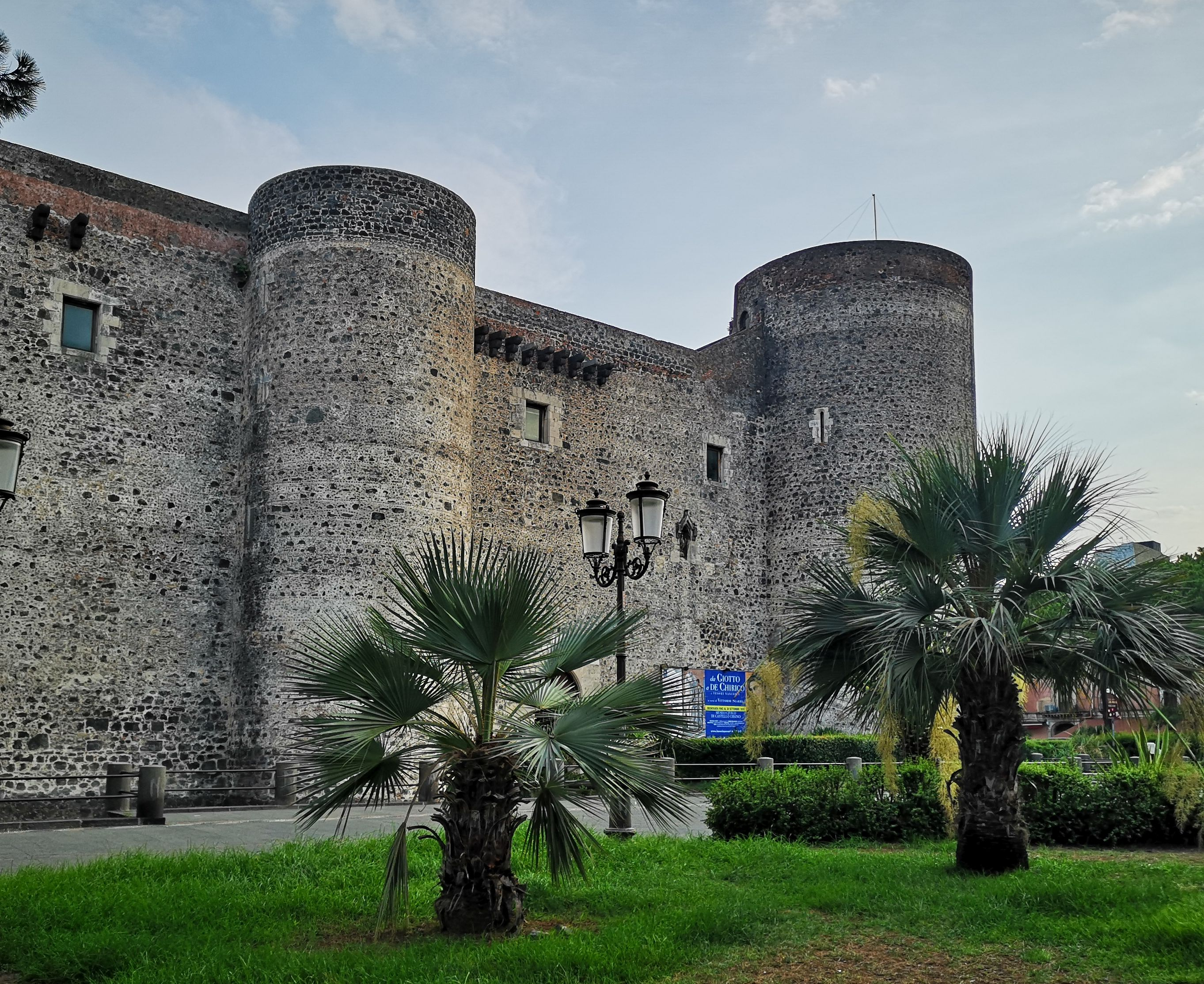
Castello Ursino, Catane

### Expositions collectives
- Les artistes de Catane, Catane, 1924.
- Galerie Buffoli, Milan, 1925.
- Palais des Benedettini, Catane, 1929.
- Palerme, 1929.
- Salon d'Automne, Paris, 1932[4], 1933[2] (L'ami, peinture aujourd'hui dans les collections du Musée Sainte-Croix de Poitiers[3]).
- Salon des Indépendants, Paris, 1932 (2 toiles: Portrait de Georges Normandy et Ouvriers[3]) à 1965[2].
- Galerie Charpentier, Paris, 1933, 1937.
- Société des artistes indépendants, Bordeaux, novembre 1933[20].
- Salon de l'Orientine, Poitiers, 1934, 1935.
- 3e Salon des portraits contemporains - Maurice Asselin, Jean Aujame, Carlos-Reymond, Giorgio de Chirico, Tsugouharu Foujita, Othon Friesz, André Lhote, Roger Limouse, Roland Oudot, Pino della Selva, Kees Van Dongen…, Galerie de Paris, Paris, 1935[21].
- Salon d'hiver, Paris, 1936.
- Salon de l'Essor, Dijon, 1936, 1937, 1938.
- L'art moderne international, Galerie Royale, Paris, 1939.
- Galerie Matières et Formes, Paris, 1941.
- Le Salon, Palais des beaux-arts, Paris, 1942.
- Art et résistance, Palais des beaux-arts, Paris, février 1946.
- Galerie Allard, Paris, 1946.
- Vingt-cinq années d'art français contemporain, Buenos Aires, 1947, 1948.
- Salon des réalités nouvelles, Paris, 1952 à 1955[2].
- Biennale internationale de poésie, Knokke-le-Zoute, septembre 1952, septembre 1954, septembre 1956, septembre 1959, septembre 1961, septembre 1963, septembre 1965, septembre 1968.
- Exposition des vœux gravés : Yves Alix, Jean Carzou, Michel Ciry, Lucien Coutaud, Albert Decaris, André Minaux, Pino della Selva, Henri Vergé-Sarrat...., Bibliothèque nationale de France, janvier 1956.
- Exposition de l'Union des artistes des beaux-arts de Catane, 1961.
- Palais des beaux-arts de Mexico, 1962.
- L'estampe contemporaine à la Bibliothèque nationale, Bibliothèque nationale de France, octobre-décembre 1973[22].
- Le portrait dans les musées de Strasbourg: à quoi ressemblons-nous?, ancienne douane de Strasbourg, avril-juillet 1988.
- De Bonnard à Baselitz - Dix ans d'enrichissements du Cabinet des estampes, 1978-1988, Bibliothèque nationale de France, 1992[23].

## Réception critique

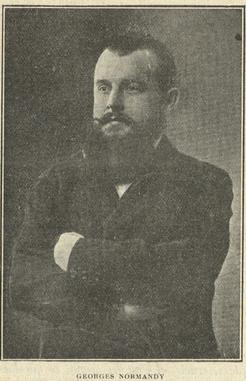
Georges Normandy

- Georges Normandy« Pino della Selva, portraitiste né, ne sera pas seulement, je l'espère, un grand portraitiste. Cet homme jeune et courageux est un artiste complet. Ou je me méprends fort, ou il ira loin, et haut. » - Georges Normandy[5]
- Gaston Derys« Pino della Selva est un très grand dessinateur. La décision et la pureté de son trait sont prodigieuses. Elles s'observent particulièrement dans ses portraits d'enfants, où l'on sent la vie comme arrêtée au bout de son crayon, saisie dans une minute qui rendra comme un son d'éternité. Ce que j'aime encore en Pino della Selva, c'est la vigueur et la distinction de sa couleur, cette couleur qui joue toujours un rôle psychologique, qui crée des accors spirituels, qui prolonge, qui situe, qui suggère, qui enveloppe. » - Gaston Derys[24]André Fontainas

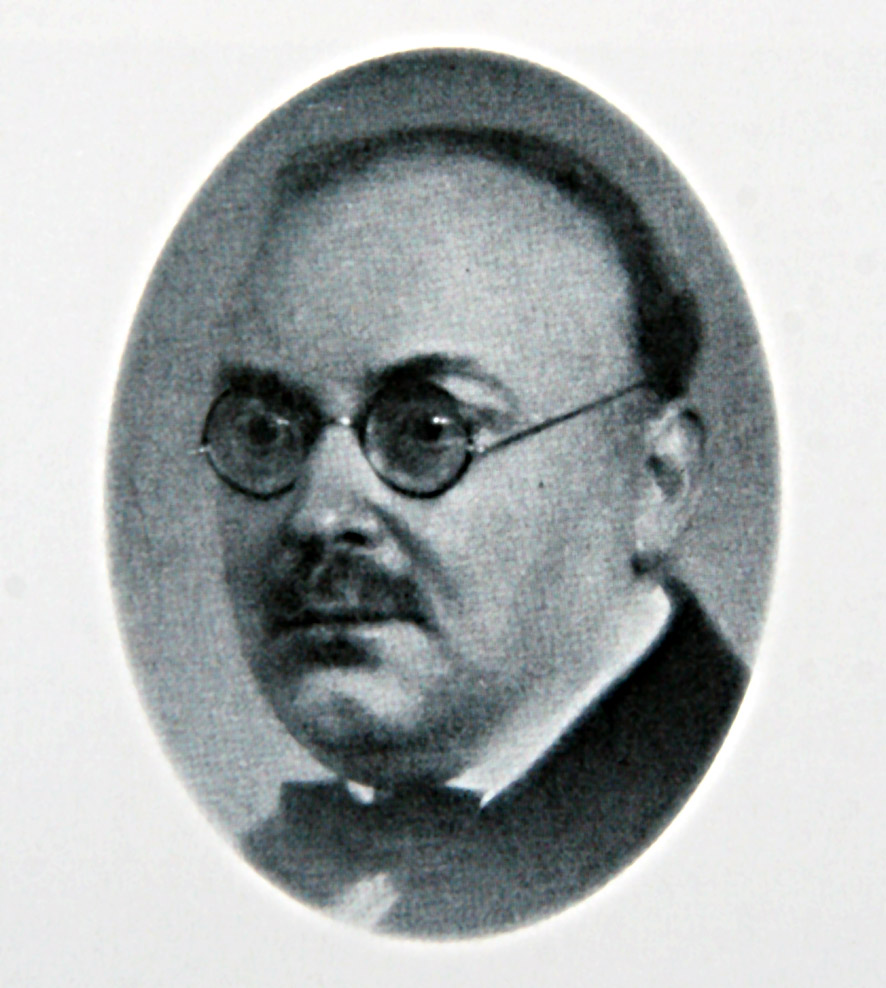
Gaston Derys

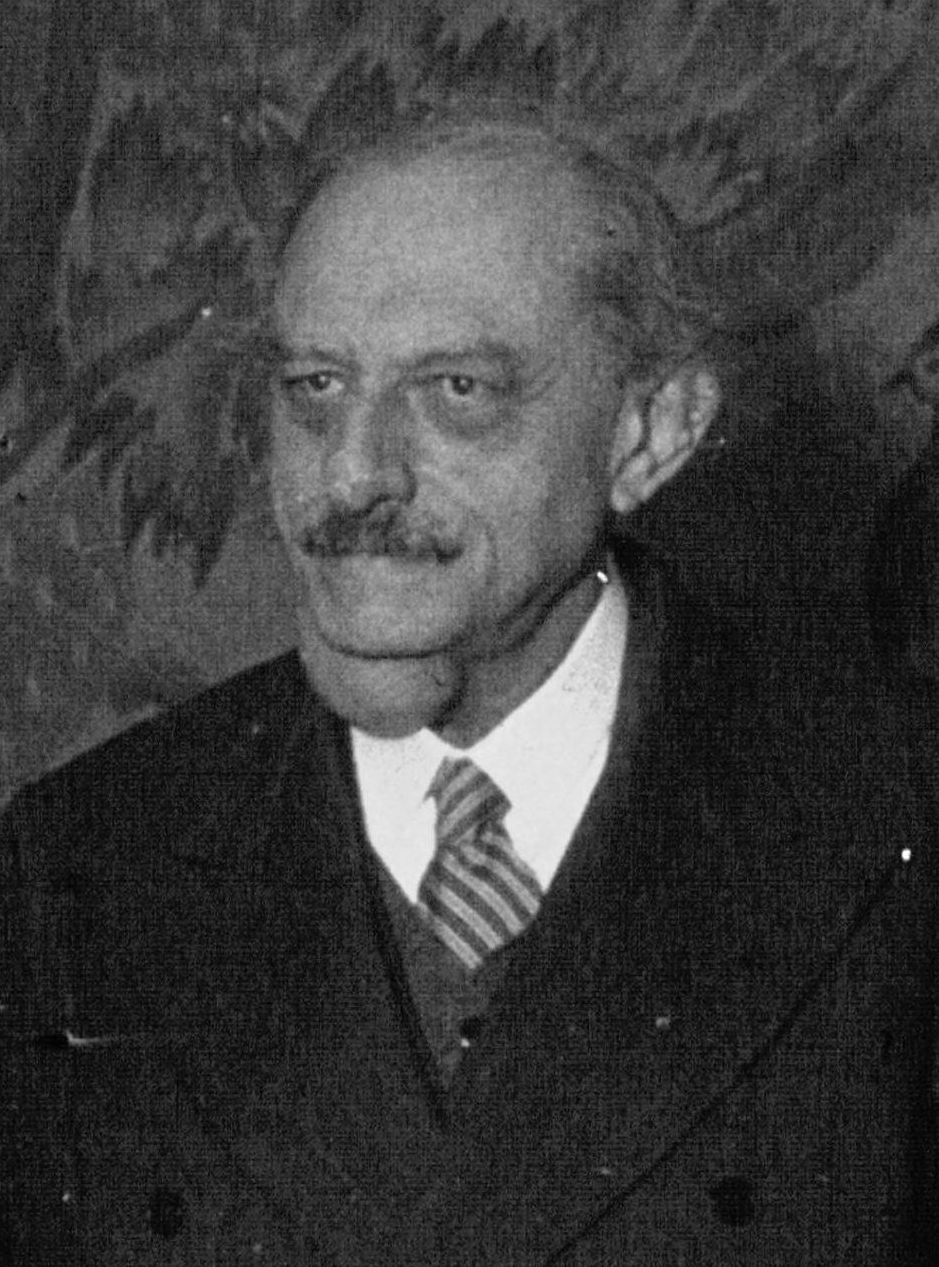
André Fontainas

- « L'art de Pino della Selva ne vise à aucune démonstration, il pousse naturellement comme un pin dans le forêt, il lui suffit de prouver le talent, le grand talent de l'auteur. Les caractéristiques en sont l'expressivité, l'énergie dans l'observation et le rendu, et, privilège surprenant des artistes les plus hauts, de mettre franchement en valeur, sans insistance ni surcharge, les éléments qui contribuent à un effet d'ensemble ; rien n'y contredit, rien ne l'affaiblit, rien n'est omis qui soit nécessaire. » - André Fontainas[25]
- « Je connais peu d'artistes aussi volontaires et aussi précis que Pino della Selva. Ces qualités de l'homme, on les retrouve en son art, alliées à une force d'observation et de pénétration qui frapperont tous ceux qui examineront les portraits exposés rue Drouot, dans la Galerie Chanth. Que de faciès typiques inscrits à la sanguine avec une sûreté qui ignore le doute,les hésitations et les retouches !… N'évoquons point pourtant la précision photographique, car ce qui retient dans toutes ces effigies, c'est l'intensité de leur caractère. Comme l'a si bien dit André Fontainas dans sa présentation, "Pino della Selva se rend compte que l'extérieur d'un visage humain est la résultante des sentiments reconnus ou refoulés d'un modèle". Les intelligentes recherches de notre peintre aboutissent à des synthèses individuelles d'une surprenante vérité. » - Yvanhoé Rambosson[17]
- « Art robuste et sain, recueilli sans rien de littéraire, et dans lequel les mariages mélodieux des tons ajoutent, comme dit Charles Baudelaire, aux aspirations de l'âme, au drame de l'esprit. » - Edmond Pilon[26]
- Édouard Sarradin« Pino della Selva montre ses œuvres à la Librairie Italia (Paris, février 1937, n.d.l.r.), soit de francs portraits, soit des figures dont le caractère, plus ou moins symbolique, se fonde sur une vigoureuse réalité, ou encore, sous le titre "d'expressionnisme coloré", des synthèses géométriques de mouvements, lesquelles se réfèrent au cubisme décoratif. A regarder les ouvrages les plus robustes de Pino della Selva, on serait tenté d'apprécier d'abord chez lui les qualités de sculpteur. Edmond Pilon dit fort bien, dans la notice du catalogue, que certaines œuvres semblent présenter "la densité du bronze, le relief du granit". Et s'il est vrai que l'artiste témoigne plus de sensibilité à la forme qu'à la couleur, on lui sait gré, toutefois, de ne pas faire bavarder les tons. Il s'est volontairement composé une palette d'où toute chimie est écartée, et les terres qu'il emploie sont accordées aux sentiments qu'il traduit. Pino della Selva, on le verra, n'exprime rien qui ne soit humain en toute simplicité ou noblesse. Les essais qu'il a entrepris dans la fresque, selon la technique enseignée par Cennino Cennini, donnent a souhaiter qu'il puisse un jour se faire connaître plus largement par des compositions murales. » - Édouard Sarradin[18]

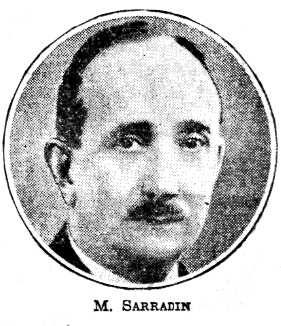
Édouard Sarradin

- « Le immagini di Pino della Selva vanno dalle allegorie più scontate a trapassi onirici, dai profili più realistici a deformazioni allucinanti. » - Gino Raya[6]
- « ...Un art à mi-chemin entre le surréalisme et le symbolisme. » - Dictionnaire Bénézit[2]

## Prix et distinctions
- Prix de Joest (décerné par l'Académie française à Pino della Selva pour Quelques contes pour un flâneur), 1954[27].

## Musées et collections publiques

### France
- Musée national d'art moderne, Paris, La mère, huile sur toile 81x65cm, 1936[28].
- Département des estampes et de la photographie de la Bibliothèque nationale de France, Paris, La surprise et Chuchotement, deux eaux-fortes numérotées et signées (chacune tirée à douze exemplaires)[23].
- Musée d'art moderne de Collioure, Portrait de femme, sanguine 31x26cm (ancienne collection Jean Peské)[29].
- Musée d'art moderne et contemporain de Strasbourg : 
  - Portrait du poète Wilfrid Lucas, huile sur toile 55x46cm, 1948[30],[8] ;
  - Important ensemble d'estampes (gravures sur bois, eaux-fortes).
- Musée Sainte-Croix, Poitiers, L'ami, peinture (Salon d'automne, 1933)[3].
- Musée des beaux-arts de Dijon, Femme étendue, dessin[31].
- Musée du Domaine départemental de Sceaux, Vallée de Chevreuse, estampe.
- Bibliothèque municipale de Lyon, Quelques contes pour un flâneur, texte et eaux-fortes de Pino della Selva, Imprimerie Araxes, 1953.
- Bibliothèque municipale de Besançon, dessins originaux d'ex-libris.

### Europe
- Museum Osservatorio dell'arte contemporanea in Sicilia, Bagheria, Velieri, encre de Chine, 1966.
- Musée des beaux-arts de Gand, deux femmes dansant, dessin[32].
- Musée du Chiado, Lisbonne, Chevaux à l'aube, dessin, 1955.
- Moderna Museet, Stockholm.
- Musée national de Gdansk (en), trois peintures.

## Collections privées
- Vittorio Barbaroux, Milan, Aveugles au travail, vers 1925.
- Franz Vanderpyl, Bruxelles, Portrait de Franz Vanderpyl, sanguine[33].
- Rina Lasnier[34], Québec, Portrait de Rina Lasnier (pastel, 1954)[13], Pena perduta (livre d'artiste, 1964).